# Clássico dos Maiorais
O Clássico dos Maiorais é um duelo do futebol brasileiro entre dois clubes da cidade paraibana de Campina Grande, Campinense Clube e Treze Futebol Clube. Também é conhecido como clássico Galo contra Raposa, por conta dos mascotes dos dois times.
A denominação Clássico dos Maiorais é de autoria do narrador esportivo Joselito Lucena. O confronto é considerado o maior clássico do futebol paraibano e também do interior brasileiro, pois, ao contrário de duelos como o Derby Campineiro e o Come-Fogo, o Clássico dos Maiorais já decidiu quatorze edições do Campeonato Paraibano. 
O Campinense leva vantagem com 10 títulos. Além disso, as equipes fizeram cinco confrontos de mata-mata nos últimos 10 anos. A vantagem é trezeana, com quatro triunfos. Outro fator importante é que Treze Futebol Clube e Campinense Clube já disputaram 413 partidas, contra apenas 198 do confronto campineiro, e 167 da rivalidade de Ribeirão Preto.

## História
O Clássico dos Maiorais, que há 67 anos movimenta o futebol paraibano, guarda para o torcedor inúmeros fatos curiosos que vão muito além dos dados estatísticos que confirmam quem venceu mais, quem marcou mais, quem conquistou mais títulos.
O confronto entre os clubes teve início em 27 de novembro de 1955, num jogo amistoso realizado no Estádio Municipal Plínio Lemos, que resultou na vitória do Galo por 3x0. No entanto, a rivalidade somente esquentou mesmo no dia 10 de março de 1957, quando o Treze goleou o Campinense por 4 a 0, pelo Campeonato da Liga Campinense de Futebol.
A goleada feriu os brios dos diretores do Campinense, que iniciaram o projeto de profissionalização da equipe. Até aquele momento, o rubro-negro era apenas um clube amador da cidade, e assim permaneceria se não fosse a rivalidade, que acabou gerando os jogos entre alvinegros e rubro-negros.
Em 18 de agosto de 1957 houve a sexta vitória consecutiva da equipe alvinegra, e mesmo sem ainda existir o conceito da sétima, a série de derrotas passou a incomodar tanto diretores quanto jogadores do rubro-negro, e como resultado o Campinense quebrou o jejum de vitórias, derrotando o alvinegro por 2 a 1 no estádio Presidente Vargas em 13 de outubro de 1957, num amistoso em homenagem ao aniversário de Campina Grande.
Alheio a estes fatos, várias sátiras foram surgindo ao longo dos anos que gradualmente foram consolidando a rivalidade entre as torcidas dos dois clubes. Porém, em 1977 teve início a mais marcante de todas as ironias já realizadas até aquela época. Depois de uma série de seis vitórias consecutivas do Campinense, a Torcida Organizada da Raposa, decidiu realizar uma missa de sétimo dia caso o rubro-negro obtivesse a sétima vitória sobre os alvinegros.
A brincadeira perturbou tanto os torcedores do Treze que jamais foi esquecida, embora o Campinense não tenha conseguido realizar a missa, os torcedores do Treze guardaram o ressentimento para a década seguinte, quando deram o troco criando a ironia da “sexta”.
Em 1981, depois de cinco vitórias para os alvinegros, as torcidas organizadas do Treze levaram a campo cestas de vime para simbolizar a sexta vitória consecutiva do clube sobre o adversário. Com a concretização da “sexta”, gerou-se a expectativa em torno da missa de sétimo dia que seria a resposta dada aos rubro-negros pela sátira de 1977.
No dia 25 de outubro de 1981, compareceram ao estádio Amigão, quase 20 mil torcedores, que presenciaram aos 45 minutos do segundo tempo, o atacante Gabriel empatar a partida numa cobrança de pênalti e impedir que a resposta fosse dada.
Decorridos 26 anos, Treze e Campinense voltaram a se encontrar sob a pressão mística de uma missa de sétimo dia, no dia 4 de fevereiro de 2007, mais uma vez, onde o Treze, que vinha de 6 vitórias consecutivas sobre a raposa, queria realizar um fato inédito, enquanto o Campinense buscou inverter o quadro diante do seu principal oponente.
O Campinense ganhou ao Treze por 1x0 e adiou, mais uma vez, a tão sonhada, pelas duas torcidas, Missa de 7º Dia.
Ao longo de 30 anos de expectativa em torno da missa de sétimo dia, fica uma certeza que este é um dos principais fatos que acirram um dos maiores clássicos do Brasil.

## O nono maior clássico do Brasil
Segundo uma enquete realizada pela Revista Época, o Clássico dos Maiorais é o nono maior do Brasil e o maior do Nordeste. A enquete foi feita com mais de vinte mil internautas, e o Clássico dos Maiorais teve 2,76% dos votos.

## Estatísticas
Primeiro Jogo:
| 27 de novembro de 1955 amistoso | Campinense | 0 – 3 | Treze | Estádio Plínio Lemos, Campina Grande |
|                                 |            |       |       | Público: não divulgado               |

Maior goleada do Clássico:
| 30 de abril de 1969, 16:00h Taça ACDCG | Campinense | 6 – 2 | Treze | Estádio Plínio Lemos, Campina Grande |
|                                        |            |       |       | Público: não divulgado               |

Maior invencibilidade:
Campinense – 25 jogos consecutivos sem perder para o Treze entre 1972 e 1974.
Maior artilheiro:
Pedrinho Cangula (Campinense) – 21 gols
Últimas disputas de mata-mata:
2007 - Treze elimina Campinense na semifinal do primeiro turno. (1X1 no primeiro jogo e 2X1 no segundo)
2008 - Campinense é campeão paraibano em cima do Treze. (3x0 no primeiro jogo e 2x0 no segundo)￼
2009 - Treze elimina Campinense na semifinal do primeiro turno. (2X0 no primeiro jogo e 1X2 no segundo)
2013 - Treze elimina Campinense na semifinal do campeonato. (vitória de 1X0 para cada lado)
2016 - Campinense elimina Treze na Fase Eliminatória, com vitória de 2X1
2017 - Treze elimina Campinense na semifinal do campeonato. (2X1 no primeiro jogo e empate 0X0 no segundo)
2020 - Treze é campeão paraibano em cima do Campinense. (2X0 no primeiro jogo e 0X1 no segundo)
| Estatísticas           |     |
| Número de jogos        | 419 |
| Vitórias do Treze      | 142 |
| Vitórias do Campinense | 114 |
| Empates                | 163 |
| Gols do Treze          | 504 |
| Gols do Campinense     | 456 |

Última partida: Campinense 2 x 0 Treze - Terceira rodada do Campeonato Paraibano 2025, 19 de Janeiro de 2025.

## Comparação de títulos entre os dois Clubes

### Quadro comparativo
Há várias polêmicas quanto ao número e à validade de títulos dos dois times. O Quadro abaixo respeita e destaca todas as versões dessa história de tão acirradas disputas.
| Competições nacionais [1]           | Campinense | Treze |
| ----------------------------------- | ---------- | ----- |
| Grupo Nordeste da Taça Brasil       | 1          | 1     |
| Torneio Seletivo para a Série B     | 1          | 1     |
| Total                               | 2          | 2     |
| Competições regionais               |            |       |
| Copa do Nordeste                    | 1          | 0     |
| Torneio Pernambuco-Paraíba          | 0          | 1     |
| Torneio Paraíba-Rio Grande do Norte | 1          | 1     |
| Total                               | 2          | 2     |
| Competições estaduais               |            |       |
| Campeonato Paraibano[2]             | 23         | 17    |
| Copa Paraíba                        | 1          | 1     |
| Torneio Início                      | 7          | 5     |
| Torneio Heleno Nunes da FPF[3]      | 1          | 0     |
| Total                               | 32         | 23    |
| Competições municipais              |            |       |
| Taça Cidade de Campina Grande[4]    |            |       |
| até 1957                            | 2          | 14    |
| a partir de 1958                    | 10         | 17    |
| Total                               | 12         | 31    |

Notas:
[1] Em 1986 a CBF organizou o Torneio Paralelo (análogo à Série B de 1986), que por ter sido disputado unicamente com o objetivo de definir o acesso de quatro clubes para a Série A do Campeonato Brasileiro de Futebol de 1986, não contou com a realização de uma fase final para a definição do campeão do torneio. Central, Criciúma, Inter de Limeira e Treze foram os primeiros colocados de seus respectivos grupos e por consequência foram promovidos para a Série A de 1986. Porém, esta "edição da Série B" não é oficial, e os "títulos" não são reconhecidos pela CBF. Apesar da CBF nunca ter concedido oficialmente o título de campeão aos quatro primeiros colocados, conferiu a esses clubes o percentual de pontos no seu ranking oficial relativo ao campeão da Série B. Nas páginas dos dois clubes nordestinos, a conquista é chamada de Campeonato Brasileiro da Série B, enquanto que nos endereços do time paulista e do catarinense a disputa é tratada como Campeonato Paralelo da CBF.
[2] Nessa contagem, Treze e Botafogo são considerados campeões paraibanos de 1975 pela FPF. No entanto, a Confederação Brasileira de Desportos, antiga CBD, entidade máxima do futebol no Brasil, reconheceu o título do Campinense Clube.
[3] O Torneio Heleno Nunes, vencido pelo Campinense Clube em 1977 e pelo Botafogo Futebol Clube em 1978 foi realizado pela Federação Paraibana de Futebol, e não pode ser confundido com o Torneio Heleno Nunes organizado pela CBF em 1984, que foi vencido pelo Sport Club Internacional.
[4] A Taça Cidade de Campina Grande começou a ser disputada na década de 1920 e o Treze Futebol Clube sempre foi a maior potência da competição. No entanto, o arquirrival do alvinegro, o Campinense Clube, só surgiu profissionalmente no futebol em 1958 (mas já tinha duas conquistas como time amador), quando o Galo já tinha 14 títulos. Assim, na comparação das glórias entre os dois clubes, há pessoas que só consideram as conquistas a partir do momento que os dois rivais já existiam. Para alguns historiadores, a competição nem deve ser considerada, pois tratava-se de um torneio onde o Alvinegro disputava contra equipes que nem existem mais, pelo menos antes do aparecimento da Raposa. Para outros, a Taça deve entrar para a comparação, pois nos anos 20, 30, 40 e 50 aquela era a única competição que o clubes de Campina Grande, inclusive o então amador Treze, jogavam.